# Willem Luyten
Willem Jacob Luyten (7. března 1899 – 21. listopadu 1994) byl nizozemsko-americký astronom.

## Život
Jacob Luyten se narodil v Semarangu na Jávě, v době, kdy byla součástí Nizozemské východní Indie. Jeho matka byla Cornelia M. Franckenová a jeho otec Jacob Luyten, který vyučoval francouzštinu.
Ve věku 11 let pozoroval Halleyovu kometu, čímž začala jeho fascinace astronomií. Měl také talent na jazyky, nakonec se jich naučil devět. V roce 1912 se jeho rodina přestěhovala zpět do Nizozemska, kde studoval astronomii na Amsterdamské univerzitě, a kde rovněž v roce 1918 získal bakalářský titul.
Ve věku 22 let se stal prvním doktorským studentem Ejnara Hertzsprunga na univerzitě v Leidenu. V roce 1921 odešel do Spojených států, kde nejprve působil na Lickově observatoři. Mezi roky 1923 a 1930 pracoval na Observatoři Harvardovy univerzity. Ke konci 20. let pobýval částečně i v Jihoafrické unii (dnešní Jihoafrická republika), kde v letech 1928–1930 působil v Bloemfonteinu na místní observatoři. Zde se setkal s Willeminou H. Miedemaovou, s níž se v únoru 1930 oženil.
Po svém návratu do Spojených států v roce 1931 přijal pozici na Minnesotské univerzitě, kde vyučoval až do svého odchodu do penze v roce 1967, i poté ovšem na univerzitě částečně zůstal jako emeritní profesor.
Luyten studoval vlastní pohyby hvězd a objevil mnoho bílých trpaslíků. Rovněž se zasloužil o detekci některých Slunci nejbližších hvězd, včetně Luytenovy hvězdy, nebo hvězdného systému s vysokým vlastním pohybem Luyten 726-8, u kterého bylo brzy zjištěno, že obsahuje pozoruhodnou eruptivní proměnnou hvězdu UV Ceti.

## Vyznamenání
Ocenění
- Medaile Jamese Craiga Watsona (1964)
- Medaile Catheriny Bruceové (1968)

Pojmenováno po něm
- Asteroid 1964 Luyten
- Luytenova hvězda
- Luyten 726-8